# Сан Филипо (Ријети)
Сан Филипо је насеље у Италији у округу Ријети, региону Лацио.
Према процени из 2011. у насељу је живело 131 становника. Насеље се налази на надморској висини од 592 м.